# エストニアの国籍

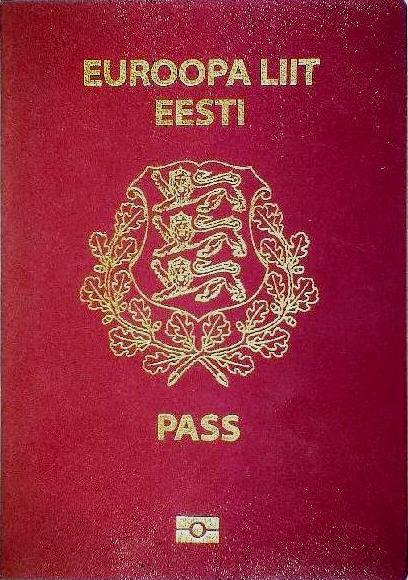
エストニアのパスポート

本項では、エストニア共和国の国籍政策について述べる。
エストニアの国籍法は、血統主義および単一国籍を採用している。2021年国勢調査では、1,331,824人の居住者のうち84.7パーセント（1,128,433人）がエストニアの国籍を所持し、他国籍者は10.2パーセント、無国籍者は5.0パーセント、残る689人は国籍不詳となっている。他国籍者の主な内訳は、ロシア国籍者が81,695人、ウクライナ国籍者が15,935人、ラトビア国籍者が5,038人である。
エストニアには、ソビエト連邦による占領の経験から国内に大量のロシア民族が存在する。ソビエト連邦の崩壊に際して、多くの旧ソ連諸国が残留ロシア人に対しゼロ・オプション（ほぼ無条件）での国籍付与を認めたのに対し、エストニアは彼らに国籍付与を認めないとして、ラトビアと並ぶ強硬姿勢を示した。独立回復直後はロシア人に国外退去を迫る法案を通過させるなど、ロシアや国際社会との対決姿勢を取ったエストニアであったが、それらの強硬策が功を奏さず、また欧州連合の人権基準にも反したため、やがて国内のロシア人を社会へ統合する方針へと政策を転換した。その甲斐あって、一時は住民の40パーセントを占めた無国籍者は大幅に減少している。

## 現況
用語については、エストニア共和国憲法では「国籍」(kodakondsus) という語のみが使用され、「市民権」（あえて訳せば kodanikuõigus）という語は特に使用されていない。国籍の得失状況および他国籍者の状況は、政府のデータベースによって厳密に管理されている（国籍法第2条および住民登録法第2条）。

### 取得要件
憲法はその第8条で、基本原則として「両親の一方がエストニア市民である子供は出生により国籍を取得し、〔中略〕未成年時に国籍を失った者はその回復の権利を有する。出生により取得した国籍は奪われることがない」と定め、その詳細については国籍法に委ねている。
2017年の時点で、国籍法の規定では出生時に国籍が付与される条件として
- 出生時に少なくとも両親の一方がエストニア市民であった者
- 父親の死後に生まれ、その父親が死亡時にエストニア国籍を有していた者
- 国内で発見された親が不明な子供で、その保護者によって国籍取得申請が為されている者
- エストニア市民である養親の書面申請により、政府が承認した政府機関が国籍付与を許可した者
- 親が無国籍者でエストニアで出生した者

であることを定めている。多重国籍は認められておらず、重国籍の者は18歳から3年以内に国籍選択を迫られる（ただし、上記のように憲法は出生により取得したエストニア国籍の剥奪を禁止しているため、状況によっては重国籍も発生し得る）。
帰化要件については、その第6条で
- 年齢が15歳以上であること
- 国内に住所登録し、国籍取得申請の受理日までに合法的に8年以上居住し、5年以上定住していること
- 同法第8条の定める要求に即してエストニア語を習得していること(無国籍者で65歳以上の者は免除される)[6]
- 同法第9条の定める要求に即して憲法および国籍法を習得していること
- 恒常的かつ合法的な収入があること
- エストニア国家に忠実であること
- 以下の宣誓を行うこと：「エストニア国籍の取得の申請に当たって、私はエストニア憲法上の国家秩序に忠実であることを誓う」

と定めている。15歳未満の者についても、保護者の申請によって帰化を申請することができる（第3章）。
エストニア語・憲法・国籍法試験については教育科学省 (et) が合格のための講座を開設しており、試験に合格した場合にはその費用は払い戻される（第36条の1）。また、エストニア語で初等・中等・高等教育を修了した者（第8条第5項）および65歳以上の者については（第34条）、エストニア語能力試験は免除される。さらに、科学・文化・スポーツ・その他の分野での顕著な功績があった者に対しては、政府の提案に基づき、年間10人以内に限って居住要件やエストニア語・憲法・国籍法試験が免除される（第10条）。
このようにエストニアの国籍法は血統主義を採るが、2017年の調査では、エストニア民族の50パーセントとロシア国籍者の76パーセントが、エストニア出身者に対しては民族にかかわりなく無条件に国籍が与えられるべきだと考えている。また、エストニア民族の16パーセントとロシア国籍者の40パーセントが、無条件での多重国籍を認めるべきだと考えている。多重国籍を許容すべきと考える年代は、若年層が高くなる傾向にある。

### 権利と義務
エストニア国籍者には、その権利として
- 国会議員選挙 (et) および国民投票への選挙権（18歳以上）
- 政党への加入権
- 国会議員選挙への被選挙権（21歳以上）
- 大統領選挙 (et) への被選挙権（40歳以上・出生による国籍取得者のみ）
- エストニアから追放されない権利
- エストニア国外においてエストニア国家から保護扶助を受ける権利
- 欧州連合の市民権

などが認められている。
参政権については、憲法上はエストニア市民に限って政党結成権と国政選挙権が与えられるとされるが（第48条・第57条）、地方選挙権については当該地区に在住の18歳以上の者とのみ定め（第156条）、国籍条項は存在しない。ただし、政党の結成・加入は市民以外には認められていない。国家・地方公務員は原則としてエストニア市民であることが要求されるが、別途法が定める場合には外国籍者や無国籍者を充てることも認められている（第30条）。公職のほか、弁護士・公証人・大学学長など一部の職業にも国籍条項が設けられている。エストニア国家に対する忠誠義務および男子の兵役義務は市民にのみ課せられているが、納税義務および憲法秩序の尊重義務は国籍にかかわらず全住民に課せられている。
また、近年電子政府化（e-Estonia）を推進するエストニアでは、国内への居住なしに銀行口座や法人の開設などを可能とする「e-Residency」制度を設けている。これによって2018年3月の時点で世界各国の4万人以上が電子政府の「住民」となっているが、e-Residency はあくまで電子政府のプラットフォームの一部を外国人が利用できる制度であり、実際の居住権・参政権・査証発給とは無関係である。

## 法制史

### 戦間期
1918年に旧帝政ロシア領から独立宣言をなしたエストニア第一共和国は、ロシア人とバルト・ドイツ人による二重の支配から脱したエストニア人の国民国家であった。1922年の時点で、エストニアの国内人口は87.7パーセントのエストニア人の他、8.2パーセントのロシア人や1.7パーセントのドイツ人などの少数民族も含まれていたが、彼らに対してエストニア政府が与えたのは、極めて寛大な法的処遇であった。
独立直後の1918年11月に議会は布告を発し、その第1条においては
- 現在エストニア国内に居住し、
- 1918年2月24日（独立宣言）の時点で旧ロシア帝国の臣民であり、
- エストニア領内で出生した

という条件を満たす者すべてにエストニアの市民権が与えられるとされた。帰化権については布告第6条で、5年間国内に居住することをその条件とした。次いで1920年に採択された憲法は、その第20条で民族籍選択の自由を保障した。
1922年10月27日には国籍法が制定され、その国籍付与原則は
- 同法発効の時点で国内に居住する者（都市または郷に定住し、そこに勤務などの理由で滞在し、動産または不動産を所持する者）
- 1918年2月24日時点で旧ロシア帝国の臣民であり、かつ同法発効の時点で他国籍を有さない者
- 両親のいずれかがエストニア領内の都市・郷の納税者名簿に登録されていた者

が対象とされた。また第2条では
- 法規または諸条約によりエストニア市民と認められた者
- エストニア領域の内外でエストニア人を父として出生した幼児
- エストニア人女性を母とする非嫡出児
- エストニア市民の妻または寡婦
- エストニア国内で発見され、他国の市民権を有しないと認定された幼児

などに対しても国籍の付与が認められた。第5条では、エストニア領域出身の旧ロシア臣民のうち、エストニア国外に居住する者などに対する国籍付与条件についても詳述されている。これらの布告・国籍法は現代で言うところの「ゼロ・オプション」（原則無条件での全住民への国籍付与）が採られており、また父系血統主義が強調されている。
他方、帰化条件については
- 帰化意思表明の2年前から表明後1年間までの、エストニア国内での居住歴（第8条）
- エストニア語能力（同条）
- 18歳以上であるか、保護者の同意を得た未成年である（第10条）

としてエストニア語能力を前提条件としたが、一方で、エストニア共和国に対する社会的・国家的・軍事的奉仕に顕著な功績があると認められるか、またはその優れた才能・見識・作品により著名であるか、またはエストニア出身者である場合を第8条の例外規定とすることが、第9条で定められている。
参政権については、憲法では国政選挙の投票権を市民に限定していたが（第27条）、地方選挙については外国籍者や無国籍者についても投票権を認めていた（第76条）。1925年には文化的自治機関の設置を認める「少数民族文化自治法」が制定されたが、エストニア市民であることはこの権利を行使する要件ともなっている。

#### 1938年国籍法
その後、1930年代半ばにはコンスタンティン・パッツによる権威主義体制（沈黙の時代）が確立され、1938年には新たな国籍法が制定された。新国籍法は、帰化条件などについては旧法を踏襲しつつ、その第23条では新たに「他国の軍事機関に奉仕し、または所属する者」の国籍剥奪規定が定められた。
参政権についても、同年の新憲法 (et) では地方選挙権を「選挙資格を与えられた市民」（第122条）に限定し、国政選挙権も1922年憲法の「20歳以上で1年間国籍を有していた者」（第27条）から「22歳以上で3年間国籍を有していた者」（第36条）へと厳格化した。公務員に関しても、「国および地方の公職は〔中略〕所定の能力を有する市民から選任される。外国人は法の定める条件によってのみ選任される」（第32条）として、非市民の行政参画に制限を加えている。

### 再独立期

#### ロシア化と反動
1989年のエストニア在住者の民族別割合
しかし、1940年にはバルト諸国占領によってエストニアはソビエト連邦へ併合され、その後独ソ戦を経てエストニア・ソビエト社会主義共和国に対するソ連支配は確立した。体制に反抗した多数のエストニア人が流刑などの犠牲となり、また多数のエストニア人が国外へ亡命した。その後にはエストニア語もエストニア文化も学ぼうとしない大量のロシア人が流入し、人口の面でも文化の面でもエストニアの急速なロシア化が進行した。かつて人口の約90パーセントを占めたエストニア人人口は、ソ連支配の半世紀の間に61.5パーセントにまで減少した。
エストニア人がロシア人に対して極端な劣位に追い込まれる一方、1980年代末に始まったソビエト連邦の崩壊は、エストニア人をはじめソ連の各民族の民族運動を加速させた。エストニア人民族派の側はエストニアの独立回復に際し、ロシア人の市民権を制限して文化的地位も低下させることを求めた。対するロシア人の側は、ロシアとの経済関係を重視してロシア人にもエストニア人と対等の市民権と文化的地位を与えることを求めた。
1988年4月の創作家諸同盟合同総会 (et) ではエストニア・ソビエト社会主義共和国籍の新設が議論されたが、この時点では戦前のエストニア国籍との連続性は考慮されていなかった。その主眼はロシア共和国からの新来者の登録を抑制することに置かれ、すでにエストニア国内に居住する「移民」については議論の対処ではなかった。1990年3月の最高会議選挙に辛勝した人民戦線は、5月の第2回大会において、国籍問題について国際的に認められている解決策を採ると明言した。しかし、6月26日に最高会議が採択した「移民法」も、性質としては入国管理法に近いものに過ぎなかった。

#### 議会の並立
1991年1月には、エストニア政府および最高会議が、ロシア共和国との間にゼロ・オプションでの国籍付与を相互に約束する二国間協定を結んだが、民族派はこれに反発した。2月には最高会議が、有権者登録と国籍申請を一体化させた法案を審議したが、未だ存在するソ連国籍の放棄を意味するこの法案にロシア人議員が反対したため、採択には至らなかった。その後も、最高会議周辺や人民戦線はゼロ・オプションに近い形での国籍問題解決を模索し、5月19日の政府プログラムでは、エストニア出身者に対しての国籍付与に加え、国内に十分長く居住する者の任意届出によって国籍を付与することが確認された。
他方、人民戦線と共産党との協力関係を感じ取った民族派は、1989年2月24日の独立記念日に際し、第一共和国との国家的連続性と、当時の国民を基盤とした独立回復の意思を明確にした。そして民族派は、ソ連による占領（1940年6月16日）以前からのエストニア国民とその直系子孫、そしてこの理念に共鳴する者に対する独自の「国民」登録を開始し、新たな議会「エストニア会議」を結成した。1990年2月24日から5日間に渡って行われたエストニア会議選挙の投票者数は59万1508人であり、直後に実施された最高会議選挙の有権者数および投票者数（116万5000人と91万1000人）と比較すると、民族派が「国民」と見做す範囲の狭さが窺える。
とはいえエストニア会議の側も常に一貫していたわけではなく、1990年5月25日の第2回大会では国籍取得に際する言語要件などの免除や、国籍申請者に対する新国会の選挙権の拡大などが決議されている。しかし、これら最高会議への歩み寄りも状況を見てのポーズに過ぎず、1991年8月の独立回復以降、ロシア人の歓心を買う必要のなくなったエストニア会議は国籍問題について一層態度を硬化させていった。

### 1938年国籍法の回復
1991年9月9日に政府が最高会議に提出した国籍法案は、1938年国籍法を基にしつつも、エストニア出身者・60歳以上の者・25年以上エストニアに居住する者に対し、（1992年1月1日までに国籍申請を行った場合に限り）国籍取得の優遇を認める内容であった。エストニア会議は、これを国民への裏切りであると激しく批判し、最高会議の側も、ロシア人への人権侵害を避けなければエストニアは欧米諸国から孤立する、と反論した。
しかし結局は、最高会議はゼロ・オプションが親露売国的であるとの世論に屈し、11月6日に1938年国籍法の回復を決議。父系血統主義についてのみ「欧州の基準に適合させるため」父母両系へと変更したが、1940年6月17日以降の移住者についてはやはり「非・国民」と決定した。これによって、成人人口の約40パーセントに当たる45万5000人が一切の法的地位を喪失し、無国籍状態に追いやられた（ただし、無国籍者が保持するソ連パスポートの有効性も即座には否定されなかったため、彼らの日常生活には激変は生じなかった）。
こうしてエストニアは、ラトビアとともに旧ソ連諸国のうちでゼロ・オプションを拒否する強硬姿勢を取った2か国の一つとなった。この対抗措置として、同月末にロシア最高会議は、在外ロシア人から申請があった場合には自動的にロシア国籍を付与する法律を採択した。
1992年2月26日には国籍法の運用法が制定され、国籍申請に要する2年の居住期間（+1年の待機期間）を1990年3月30日から起算することが定められた。これには、運用法の発効とほぼ同時に居住期間が満期になるという申請者に有利な面もあったが、年内に実施される国民投票・議会選挙・大統領選挙のいずれからも申請者が排除されるという面もあった。また、他国の諜報機関やソ連軍での勤務歴のある者の申請も認められず、加えて合法的な収入を申請要件としたため、市場経済への移行期に失業した多数のロシア人も対象から外された。

### ロシアとの対立
国会議員からもロシア人は一掃され、人口の3割が参政権を持たない状況が生まれるに至って、国内のロシア人は「ロシア人代表者会議」を結成して抵抗した。ロシア最高会議も、7月17日に在エストニア・ロシア人に対する「人権侵害」の非難決議を行い、エストニアに対する一時的経済制裁をロシア連邦政府に要請した。同月には、エストニアも加盟する全欧安全保障協力会議 (CSCE) が少数民族問題高等弁務官 (HCNM) の設置を決議したため、9月にエストニア政府は、国籍法と言語法に関するCSCEの調査団を受け入れると表明した。
CSCE調査団は12月からの調査の結果、エストニアの立法に欧州の人権基準から見て大きな逸脱はないと結論し、ロシア側による人権侵害の訴えを退けた。1993年2月7日には、国連総会決議47/115「エストニアとラトビアにおける人権の状態」に基づく国連調査団もエストニアに入ったが、10月26日に調査報告書は、エストニア社会には「1940年以前に時計を戻そうとする願望」が見られるものの、「民族や宗教を理由にした差別は何ら見当たらなかった」と結論した。
一方のロシア最高会議人権委員会は、エストニア永住者の38パーセントもが外国人・無国籍者とされる状況は世界人権宣言第6条・第15条および自由権規約第2条・第25条・第26条に違反する、と非難した。4月4日にボリス・エリツィン大統領は、エストニアとラトビアが少数民族の「迫害」をやめない限りロシア連邦軍の両国からの撤退は延期される、と声明した。
ロシアの武力による威圧に対し、6月16日にエストニア議会はエストニア語の読み書き能力を帰化要件とする「国籍志願者に対するエストニア語の要請に関する法律」を採択し、さらなる強硬姿勢で対抗した。同月21日には、実質的にロシア人に国外退去を迫る「外国人法」が可決され（下記参照）、この状況を危険視するCSCE・HCNM・欧州評議会やヘルシンキ・ウォッチなどの国際調査団がエストニアへ入った。
国際調査団の勧告に遭って、レンナルト・メリ大統領は外国人法を議会へ差戻し、外国人法にはCSCEや欧州評議会の要求をほぼ全面的に受け入れた修正が加えられた。また、帰化要件とされるエストニア語能力についても、約1500語程度の日常会話能力で十分との緩和がなされた。メリもまた、「国家に対する貢献者」への国籍付与を認める憲法の条項を利用し、穏健派のロシア人政治家やジャーナリストに対し国籍を付与する懐柔策を採った。結果、その後の両国政府の合意によって、1994年8月にロシア軍はエストニアからの撤退を完了した。
CSCEの後身である欧州安全保障協力機構 (OSCE) の在タリン代表部によれば、エストニア再独立から1995年3月までの間に、1938年国籍法に基づいて帰化した人数は8万4252人である。その内訳は
- エストニア語能力試験合格者：3万5041人
- エストニア民族籍者：2万5251人
- 国家に対する貢献者[注 7]：2万3326人
- 特別功労者：634人

となっている。

### 血統主義からの転換
その後、1995年の国籍法改定によって、国籍取得のための居住要件は2+1年から5+1年に延長された。ロシア系政治家やロシア政府は、この延長をロシア人の国籍取得を妨げるものと批判したが、実際には大半のロシア人がこの要件を満たしていた。むしろこの改定の主眼は、居住要件を他の欧州諸国と横並びにすることであった。他方、この改定では民族エストニア人（19世紀にシベリアなどへ移住した人々の子孫など）に対しても新たにエストニア語の能力試験が課されることとなった。これら言語的にロシア化した民族エストニア人に対する措置にあるように、エストニアのネイション意識は民族単位から言語単位へと比重を移しつつあった。
他方、この言語能力試験はロシア人にとっても難易度が高く、同時期の調査ではロシア人の57パーセントが、帰化を申請しない理由に試験への落第を挙げている。また、可能ならば帰化したいと考える者が7割、子供を帰化させたいと考える者が8割に達する一方で、政府は不法滞在者のうち2万4000人とロシア国籍者の2万5000人に対しても社会保障を支給していたため、これもロシア人の帰化努力を阻害したとされる。
また、1995年11月2日に国連自由権規約人権委員会が決定した所見においても、エストニア語能力を帰化要件とする点や、旧体制において行った宣誓が自動的に行政職への採用拒否事項となる点が憂慮されていた。そして、行政職にロシア人・ロシア語話者が採用されにくく、ロシア人がエストニアで差別なく公的サービスを受けることができない現実が指摘された。また同委員会は、1993年に復活した「少数民族文化自治法」(et) の適用制限の厳しさや、長期永住者に対する結社の自由の制限について指摘し、自由権規約第27条に基づくエストニア国内法の修正を強く勧告した。
当初、ロシア人の国外退去を企図して制定された国籍法と外国人法であったが、彼らの多くは失業により合法的収入の要件を満たすことができなかったため、それらの法は不法滞在者を増やすだけの結果に終わった。在タリン・OSCE代表部によれば、1995年4月から1997年1月までの間に、1995年国籍法に基づいて帰化した人数は4282人。そのほとんどがエストニア人を親として出生した子供または孤児であった。

### 排除から統合へ

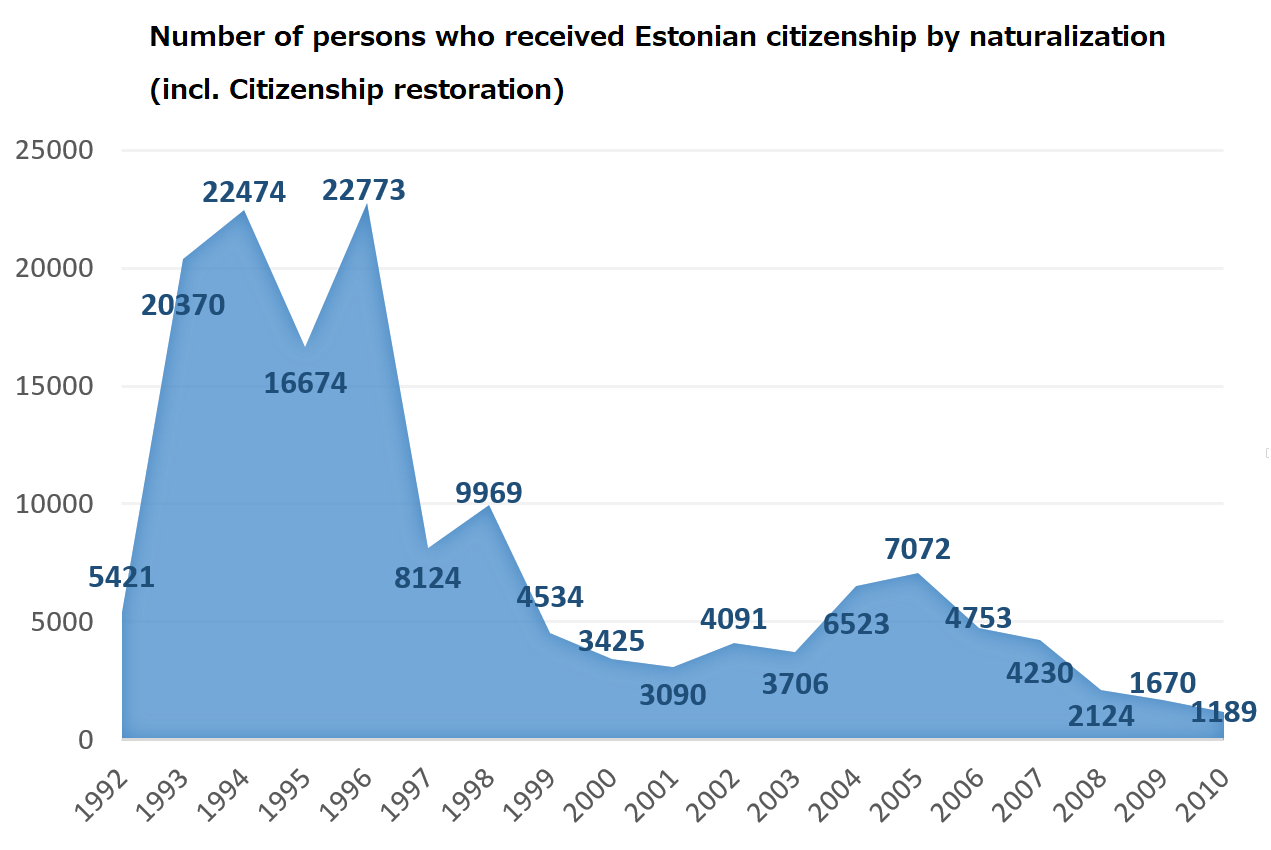
1992年から2010年までのエストニアへの帰化者数（国籍回復を含む）

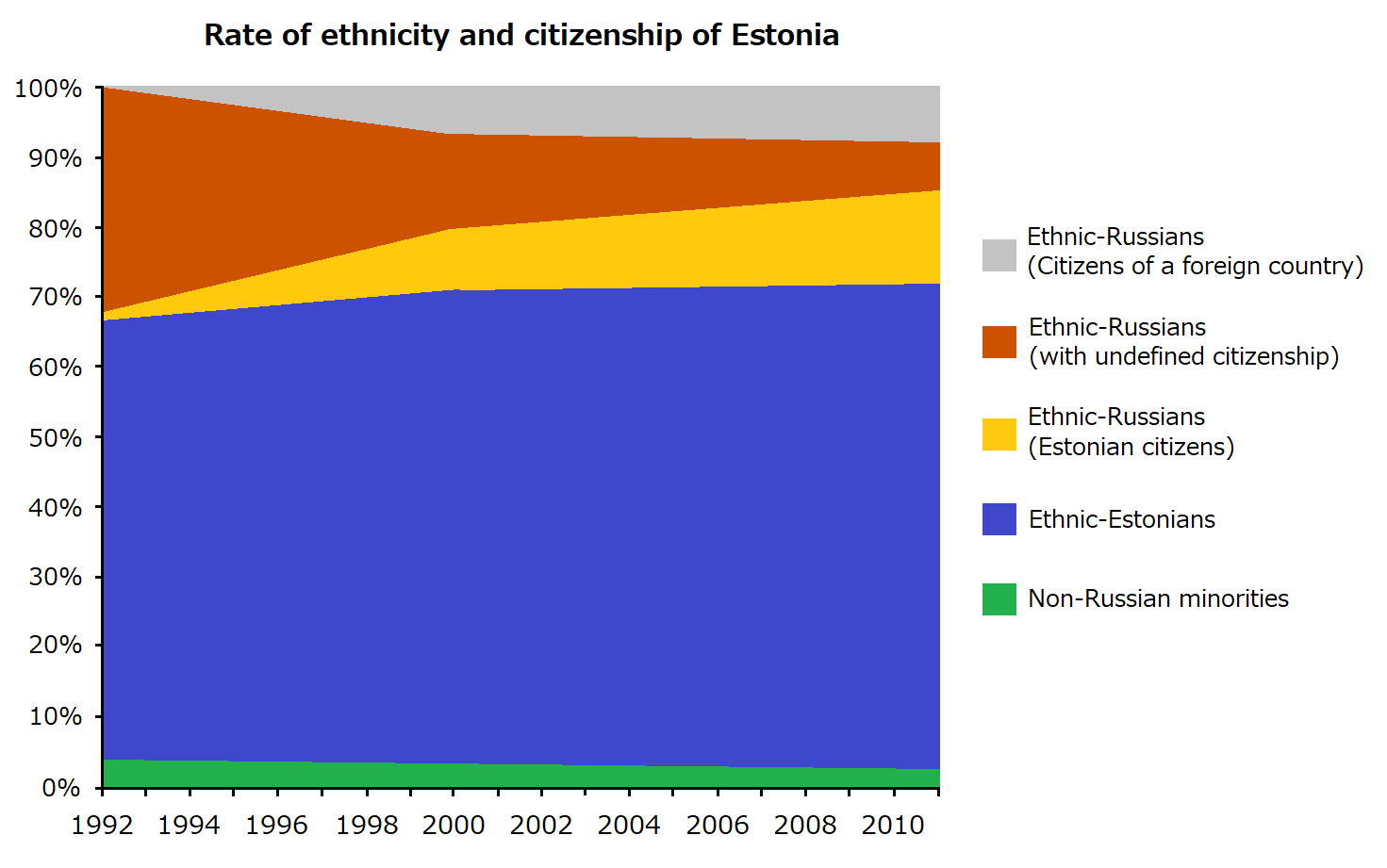
1992年から2011年までのエストニア在住者の民族・国籍の割合変化
ロシア民族（他国籍）
ロシア民族（無国籍）
ロシア民族（エストニア国籍）
エストニア民族
非ロシア系少数民族

エストニアは1995年11月に欧州連合 (EU) へ加盟申請を行い、1997年12月にはルクセンブルク欧州理事会での加盟交渉開始決定候補国入りを果たした。しかし、同時に「ロシア系無国籍者の社会統合促進を目的とした国籍取得加速化のための方策の必要性」が指摘され、これに対しエストニアは12月9日の国籍法改定案承認を以て応えた。この国籍法緩和が外圧によるものであることは、当時の人口・民族問題担当相も認めている。
しかし、同様の問題を抱えるラトビアが国際社会からの圧力を黙殺したのとは対照的に、エストニアでは祖国連合以外のほとんどの賛成によって、1998年12月には改定国籍法が成立した。1998年国籍法では、親が国内に5年以上居住する無国籍者であり、1992年2月26日以降に国内で出生した15歳以下の子供に対し、親権者の届出によって国籍付与が認められるようになった。
2003年12月までに3237人の子供たちが無条件の帰化を認められたこの改定により、血統主義のみを採っていた国籍法に出生地主義の要素が加味され、エストニアはロシア系住民の統合へと明確に方針を転換した。また、この法改定によってエストニア語能力試験を免除された国民の増加が確実となったため、同時期の言語法改定により、エストニア語の優位性の確保が図られた。
1998年2月に政府は文書「非エストニア人のエストニア社会への統合――エストニア国家統合政策の基本」を承認し、その中で無国籍者の国籍取得の必要性とともに、エストニア人とロシア人の相互理解による社会統合を訴えた。翌3月には「非エストニア人統合基金」が設立され、その支出額は1999年の570万クローンから2002年には850万クローンにまで拡大している。2000年3月にはエストニア語教育の拡充に基づく国籍取得政策が打ち出され、国家プログラム「エストニアの社会統合2000-2007」が議会で承認されている。
2003年3月31日には国連自由権規約人権委員会が再度の所見を決定し、エストニアでの無国籍者に対する帰化者の少なさを指摘した。そして所見は、とりわけ子供の無国籍者を減らす（保護者に帰化を呼びかける・学校で帰化促進キャンペーンを行う）よう勧告した。また、政党加入に対して設けられた国籍条項に関しても、自由権規約第22条に基づき、その締結国には非市民の政党加入可能性を考慮する義務がある、とも指摘している。
2021年の時点で、エストニアの住民構成はエストニア国籍者84.7パーセント、無国籍者5.0パーセント、外国籍者10.2パーセントであり、かつて人口の30パーセント超を占めた無国籍者数は大幅に減少している。とはいえ、1992年から2007年までのエストニアへの帰化者が14万7230人である一方、同時期にロシアへ帰化したエストニア在住者も14万7659人存在するなど、ロシア人の社会統合が順調であるとは即断できない状況でもある（2007年4月にはタリンで両民族の衝突事件（青銅の夜）も発生している）。
| エストニア国籍者 エストニア (71%) ロシア (22%) ウクライナ (3%) ベラルーシ (2%) ラトビア・リトアニア (1%) その他 (1%) | ロシア国籍者 ロシア (65%) エストニア (21%) ウクライナ (6%) ベラルーシ (6%) ラトビア・リトアニア (1%) その他 (1%) | その他の国籍者 ウクライナ (45%) ベラルーシ (15%) エストニア (15%) ラトビア・リトアニア (15%) ロシア (5%) その他 (5%) | 無国籍者 エストニア (53%) ロシア (29%) ウクライナ (11%) ベラルーシ (3%) ラトビア・リトアニア (1%) その他 (3%) |

| エストニア国籍者 エストニア市民 (71%) 旧ソ連市民 (13%) ロシア市民 (12%) ウクライナ市民 (1%) ベラルーシ市民 (1%) その他 (2%) | ロシア国籍者 ロシア市民 (40%) エストニア市民 (31%) 旧ソ連市民 (22%) ウクライナ市民 (5%) その他 (2%) | その他の国籍者 ウクライナ市民 (33%) エストニア市民 (20%) ベラルーシ市民 (15%) 旧ソ連市民 (8%) ロシア市民 (5%) その他 (19%) | 無国籍者 エストニア市民 (51%) ロシア市民 (22%) 旧ソ連市民 (15%) ウクライナ市民 (6%) ベラルーシ市民 (1%) その他 (5%) |

## 外国人法

### 立法経緯

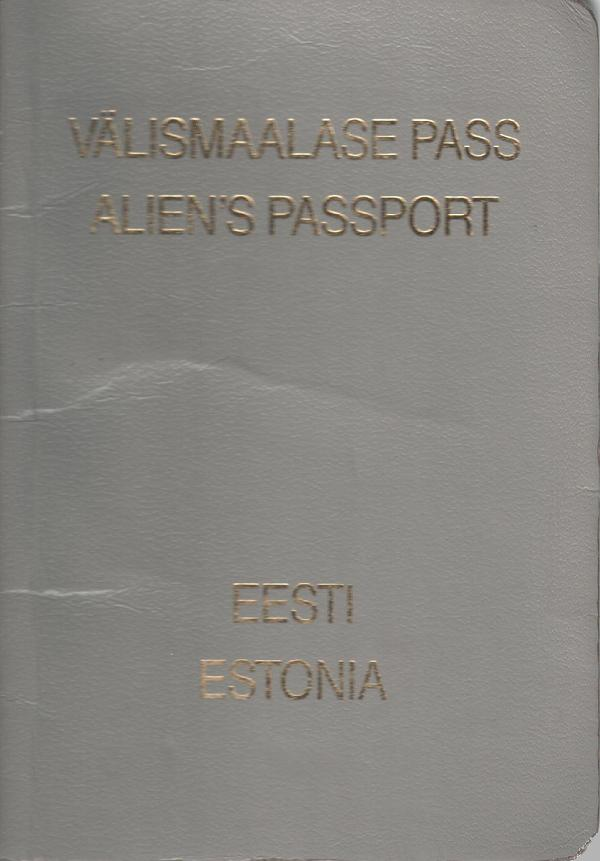
エストニアの外国人パスポート

1993年6月21日に、101議席中の賛成59票・反対3票で議会を通過した外国人法案は、ロシア人に対し同法発効後1年以内の居住・労働許可申請を迫り、それが満たされない場合には国外退去もあり得るとするものであった（ただし、実際に不法滞在者に対する国外追放規定が発動された例はなかったとされる）。旧ソ連パスポートにも有効期限が定められ、その出入国の権利も脅かされた。
その内容から国内外で議論を呼んだ法案について、メリ大統領は欧州評議会とCSCEから評価を受けるまで署名をしないとの立場を取った。これを受けてマックス・ファン・デル・ストゥールHCNMは、
- ロシア人が外国人パスポート (ru) の発給を受ける際に、ロシアのパスポート（英語版）を取得できないことを証明する必要の有無が不明確（第8条第4項）
- 居住許可の延期のみならず、居住許可の拒否決定に対する不服申立権が必要（第9条第5項）
- 憲法および法を遵守しない者、ならびに「エストニアの利益および国際的イメージを損なう活動をした者」への居住許可の拒否原則を削除すべき（第12条第4項）
- 退役軍人などとその家族への居住許可の拒否は、無条件ではなく1991年以降の除隊者のみを対象とすべき
- 1990年7月1日[注 11]以前からのエストニアへの移住者については、合法的収入の有無にかかわらず国外退去としないこと

との指摘を行った。
7月8日、議会はトゥンネ・ケラム副議長の提案によって無修正での法案再議決を行ったが否決され、同日中に修正後の法案が賛成69票・反対1票・白票2票で可決された。原法案の起草者であるマルト・ヌット国家法律委員会 (et) 議長は、修正は法文上の曖昧さを排するために過ぎず、同法の本質に変りはないと説明した。しかし実際には、その法文上の曖昧さを排して恣意的な運用を防ぐことこそが、修正の主眼であった。その詳細は、
- ソ連パスポートの有効性を同法発効後2年間保障[57]
- いかなる外国人に対しても職業を保障すると明記[40]
- 許可の発給・延長を拒否された場合は裁判所への提訴も可能であると明記
- 永住者に対する5年ごとの居住許可更新義務を削除（永住許可への切替えを許可）
- 1990年7月1日以前の移住者に対する法的保障を一層明確化[41]
- 居住許可が原則拒否される「エストニアの利益および国際的イメージを損なう活動をした者」を「エストニアの国家および安全保障に敵対的な行動をする者」に変更

というものであったが、外国の諜報機関・安全保障機関への勤務歴のある者、外国軍に勤務する者とその家族、そして外国軍将校およびその家族で勤務の報奨としてエストニアへ移住した者に対する居住許可の拒否原則は残された。また、他国のパスポート取得の有資格者には外国人パスポートを発行しないことを示唆する条項（第8条第4項）も維持された（制度上は、ロシア国籍者の外国人パスポート受給も否定はされていない）。

### 施行と混乱
外国人法は7月21日に発効し、外国人に対する居住・労働許可申請の期限は2年間へと延長された。1995年の法改定によってさらに申請期限は延長されたが、最終的に1996年7月12日を以て、旧ソ連パスポートは完全に外国人パスポートへと切り替えられると定められた。
パスワードの切り替え期限が迫るなか、1996年6月初頭には約33万5500人が居住許可申請に殺到したが、うち許可証が発給されたのは2万3470人に過ぎなかった。不安を募らせたロシア人はロシア国籍取得へと流れ、ロシア国籍者数は前年12月の8万2000人から1996年9月には11万5000人へと急増した（在エストニア・ロシア大使館発表）。ティート・ヴァヒ首相は内務省と国籍・移民局 (et) を叱責して外国人パスポート発給を促した。しかし、結局は発給作業のパンクを理由に、7月12日以降も居住許可申請を受理し、旧ソ連パスポートの有効性を当分の間保証すると発表した。
外国人法施行に際するエストニア側の混乱にロシア側はまたも反発し、6月末にロシア外務省は、エストニア政府は一貫して非エストニア人の排除と単一民族国家の建設を企図している、との覚書を提出した。11月にはセルゲイ・ラヴロフ国連大使が、エストニアとラトビアはロシア人の人権を蹂躙し、OSCEの勧告に従う意思も持っていない、とする報告書を人権委員会へと提出した（この時、ロシア側はエストニアのロシア人政策を「ビロードの国外追放」と形容した）。同月末にはゲンナジー・セレズニョフ下院議長が、エストニアへの経済制裁を求める文書をヴィクトル・チェルノムイルジン首相へと提出し、当時進行中であったエストニアとロシアの領有権問題解決プロセスも、ロシア外相エヴゲニー・プリマコフが態度を硬化させたことで暗礁に乗り上げるに至っている。

### 居住許可の拡大
1997年になると、エストニア政府も外国人法を改定し、1995年7月までに居住登録をしたロシア人に対して永住権を認めるようになった（ただし、永住許可を保持していたとしても、事前登録なしに183日間以上国を離れると、居住許可は無効とされる）。同年の法改定では、それまで年間の居住許可発行数はエストニア国籍保有者の0.1パーセントであったところ、EU加盟国・ノルウェー・アイスランド・スイス・日本を適用除外とする代わりに、0.05パーセントとする引き下げも行われた。
1999年にも法改定が行われ、1990年7月以前からの定住者に対し再度の居住許可登録が呼びかけられたため、不法滞在者数は約5000-1万人にまで減少した。以前は、永住者の親族であっても年間割り当てを超えて居住許可を受けることはできなかったが、2000年4月の法改定によって、12週以上の妊婦や18歳以下の共通の子供については割り当てを超えて居住許可が下りるようになった。さらに、2002年6月の再改定によって、配偶者と近親者には割り当てに関わらず居住許可が下りるようになっている。2008年の法改定では、エストニア国籍保有者に対する外国人の居住許可発行数は、再び0.1パーセントに戻されている。

### 運用
外国人法により、外国人に対しても土地の購入権が新たに認められるようになったが、国境付近の土地についてはその例外とされている。また、教育・社会保障に関しては、別途定めのない限り外国人もエストニア市民と同等の扱いを受けることができる。
同法に基づき発給されていた外国人パスポートは、無国籍者がロシア以外の他国に出入りする権利を保障し、eIDカード導入以前は身分証としても機能した。外国人パスポート保有者には、エストニア市民であれば受けられる国外での保護扶助は保障されないとされているが、実際にはエストニア外務省と在外公館は、外国人パスポート保有者に対する保護扶助も行っている。また、外国人パスポート保有者はロシアへの無査証渡航が認められている（これは2001年1月に一旦廃止されたが、2008年8月には復活している）。さらに、エストニアのシェンゲン協定加盟後は、外国人パスポート保有者も協定加盟国への90日間以内の無査証滞在が可能となった。